# Гризікамень
Гризікамень (пол. Gryzikamień) — село в Польщі, у гміні Іваніська Опатовського повіту Свентокшиського воєводства.
Населення — 117 осіб (2011).
У 1975-1998 роках село належало до Тарнобжезького воєводства.

## Демографія
Демографічна структура на день 31 березня 2011 року:
|          | Загалом | Допрацездатний вік | Працездатний вік | Постпрацездатний вік |
| -------- | ------- | ------------------ | ---------------- | -------------------- |
| Чоловіки | 61      | 13                 | 43               | 5                    |
| Жінки    | 56      | 9                  | 38               | 9                    |
| Разом    | 117     | 22                 | 81               | 14                   |